# Georges Ballerat
Georges Ballerat, né le 11 septembre 1902 à Paris, mort 12 décembre 2000 à Auray dans le Morbihan, est un artiste-peintre paysagiste.

## Biographie

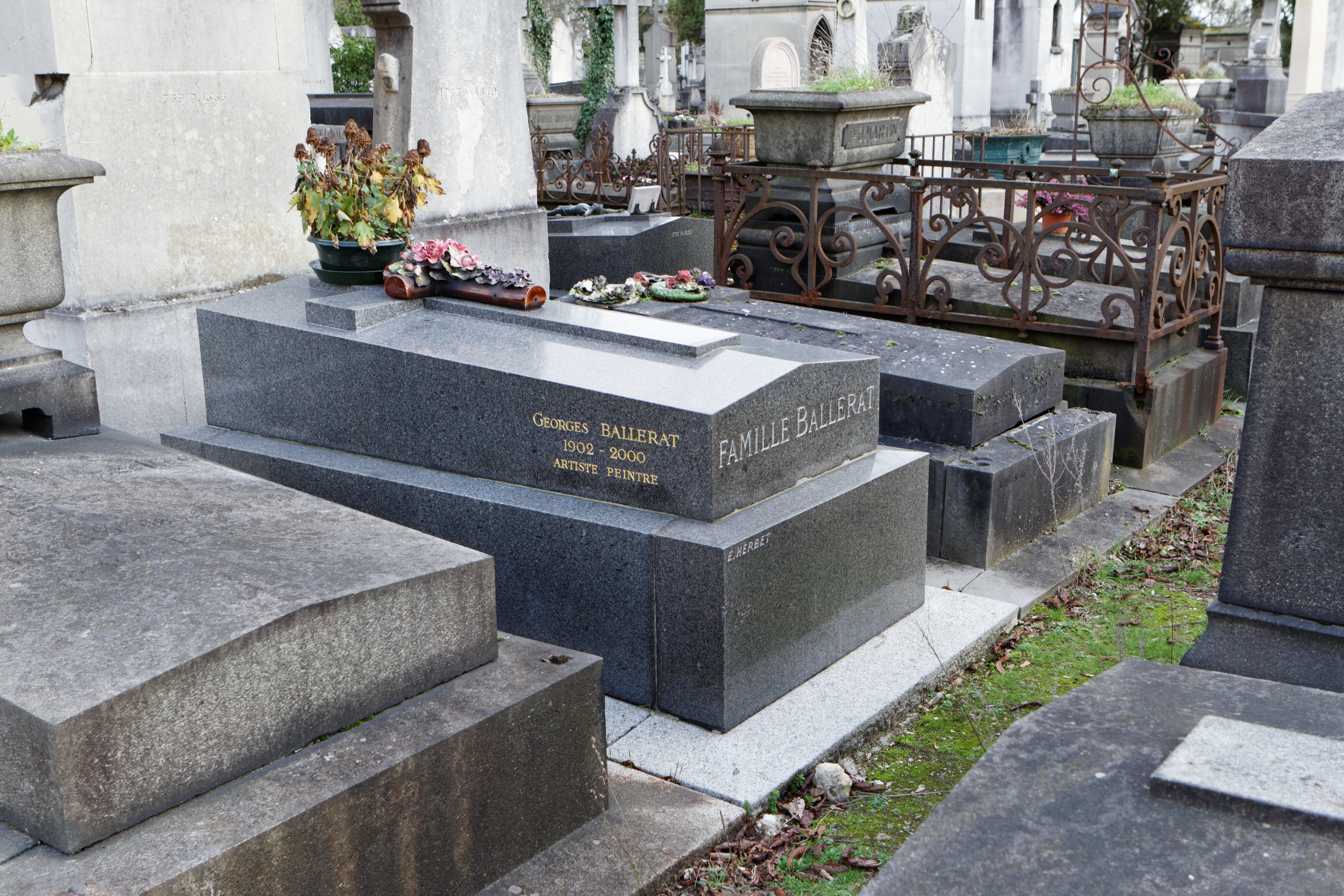
Sépulture de Georges Ballerat au cimetière du Père-Lachaise.

Georges Ballerat est né le 11 septembre 1902 à Paris. Sa mère a été seule pour l'élever et son père est devenu ministre sous la IIIe République. Il fréquente diverses académies privées de Montparnasse. Il expose régulièrement au Salon d'Automne de Paris et à celui de la Société Nationale des Beaux-Arts dont il est devenu membre.
Il quitte Chevreuse avant 1940 et installe son atelier sur le port d'Auray : Saint Goustan. Il est décédé en 2000 et est inhumé au cimetière du Père-Lachaise (42e division).
Il était connu pour ses couleurs et sa matière qu'il aimait à concevoir lui-même.

## Héritage
Le peintre François Gabin fut son élève, il partagea notamment son atelier avec ce dernier.

## Hommage
Une rue porte son nom à Pluneret.